# Samael (Dampyr)
(Samael)
Samael è uno dei personaggi del fumetto italiano Dampyr.

## Il personaggio
Samael è uno dei cosiddetti "cani sciolti" appartenenti alla Squadra del Male: pur avendo collaborato con Nergal in un paio di occasioni, non è un suo alleato fisso, ed ha aiutato diverse volte Harlan Draka e i suoi compagni, pur avendo spesso tentato di sedurre ed attirare dalla sua parte Tesla. Conosciuto anche col titolo di Principe dei Seduttori, possiede un tale fascino che pare sia impossibile per una donna umana resistere alle sue avances. Secondo quanto detto dall'Amesha Anyel, Samael e Caleb Lost sono addirittura fratelli: in seguito, uno dei due avrebbe tradito la propria parte e sarebbe passato all'altra squadra. In seguito è stato confermato dalle parole dello stesso Samael di essere "un convertito alla causa", quindi un Amesha passato dalla parte del Male.
Il terzetto di ammazzavampiri ha a che fare con lui per la prima volta quando utilizza le sue abilità di tentatore per convertire Tesla al Male; l'intervento di Caleb Lost salva la situazione, ma alla vampira rimane un ricordo ambivalente dell'esperienza, da una parte sentendosi attratta, dall'altra provando repulsione per il Principe dei Seduttori.
Un ulteriore colpo ai sentimenti della vampira avviene durante una serata di tregua tra le fazioni del Bene e del Male, all'interno del Teatro dei Passi Perduti: Samael non solo rinnova la sua offerta a Tesla, ma, grazie ai suoi poteri, le permette di rivedere il Sole senza esserne ridotta in cenere. La compagna di Harlan è chiamata a decidere fra la lotta contro i Maestri della Notte e il tenebroso spasimante, ma la scoperta del piano di Nergal di far saltare la tregua non fa piacere a Samael, in quanto non era stato informato della cosa. Il Principe dei Seduttori decide così di schierarsi per una volta dalla parte di Harlan, permettendogli di avere la meglio su Dama Druj e Melkiresh, agenti di Nergal.
Tesla, tuttavia, non è il solo bersaglio del tenebroso fratello di Caleb Lost: anche Vivien, una delle Guardiane della Legge e "zia" di Harlan, è stata avvicinata da Samael, il cui fascino tuttavia non funziona su di lei, in quanto non umana. Samael minacciò di denunciare al Tribunale della Legge una violazione della Legge dell'Equilibrio compiuta proprio dalle tre sorelle, se il suo amore non fosse stato corrisposto. Nonostante il rifiuto di Vivien, il principe infernale non ha finora dato seguito alle sue minacce.
L'ultimo incontro con Tesla è avvenuto nella città infernale di Eblis: con la promessa di salvare Kurjak e Harlan in grave pericolo, Tesla si lascia sedurre da Samael e finisce per abbracciare il male. A seguito di ciò, il Principe dei Seduttori effettivamente mantiene la promessa, ed alla fine ricompone anche la coscienza originale della vampira, accortosi che è il libero arbitrio di lei che la rendeva tanto attraente. Non è solo per questo tuttavia che Samael decide di aiutare ancora una volta la squadra di Harlan: in questo modo spera di conquistare il favore di Vivien, a cui ha trasmesso le immagini dello scontro fra Kurjak e i demoni infernali ad Eblis.
Samael rinuncia definitivamente a tentare di sedurre Tesla in segno di riconoscenza quando, grazie soprattutto alla collaborazione di Harlan e Caleb (oltre che del démone ramingo Ryakar), riesce a condurre alla morte nella Dimensione Nera alcuni suoi rivali dell'Altra Parte grazie ai poteri dello speculum di John Dee.